# المعظم عيسى بن العادل
الملك المعظم شرف الدين عيسى بن سيف الدين أحمد الأيوبي (576- 624 هـ / 1180 م – 1227 م) سلطان دمشق من سلاطين الأيوبيين بدمشق (615 – 624 هـ / م1218 – 1227 م) وهو ابن الملك العادل شقيق صلاح الدين الأيوبي، حكم دمشق، كان عاملا بالفقه والشعر، وخلف أثاراً كثيرة بدمشق منها المدرسة المعظمية وابنية أخرى في عاصمة دولته دمشق، له كتاب في العروض وديوان شعر. سكن مدينة معضمية الشام وتم تسمية المدينة على أسم الملك المعظم ( المعظمية)